# 가쿠노다테정

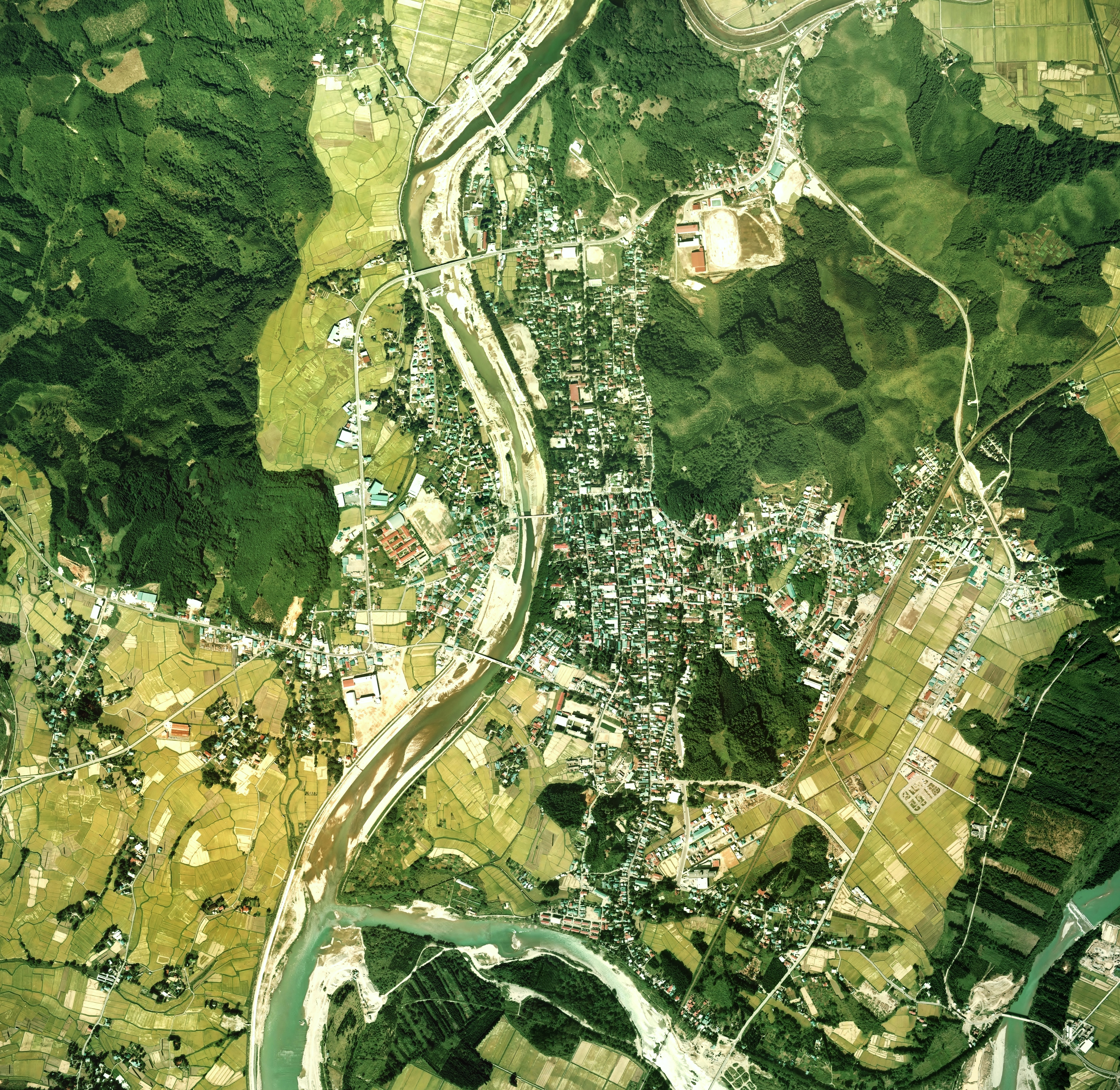

가쿠노다테정(角館町) 아키타현 센보쿠군의 옛 정이다. 2005년 9월에 다자와코정, 니시키촌과 합병해 센보쿠시가 되었다. 합병 후에도 지명이 아직까지 남아있다.

## 역사
- 1889년 4월 1일 - 정촌제 시행으로 센보쿠군 가쿠노다테정・나카가와촌・구모사와촌・시라이와촌을 성립하였다.
- 1955년 3월 31일 - 센보쿠군 가쿠노다테정・나카가와촌・구모사와촌・시라이와촌을 합병해 새로운 가쿠노다테정을 성립하였다.
- 2005년 9월 20일 - 다자와코정,니시키촌을 합병해 센보쿠시가 되었기 때문에 소멸했다.

## 교통

### 철도
- 동일본 여객철도
  - 아키타 신칸센
  - 다자와코 선
- 아키타 내륙 종관 철도
  - 아키타 내륙선

### 도로
- 국도 46호선
- 국도 105호선
- 국도 341호선

## 출신 유명인
- 후지 아야코 (藤あや子) - 가수
- 시모다 키쿠타로 (下田菊太郎) - 건축가
- 시오노 요네미쓰 (塩野米松) - 작가
- 야노 타쓰미 (矢野立美) - 작곡가